# براد إدواردز (لاعب كرة قدم أمريكية)
براد إدواردز (بالإنجليزية: Brad Edwards)‏ هو لاعب كرة قدم أمريكية أمريكي، ولد في 22 فبراير 1966 في لومبيرتون في الولايات المتحدة.

## وصلات خارجية
- براد إدواردز على موقع مرجع كرة القدم المحترفة.كوم (الإنجليزية)